# Ania Dąbrowska
Pour les articles homonymes, voir Dąbrowska.
Ania, de son vrai nom Anna Monika Dąbrowska, est une chanteuse polonaise née le 7 janvier 1981 à Chełm.
Révélée par la version polonaise de l'émission de téléréalité Pop Idol, Ania a quatre albums à son actif qui lui ont valu plusieurs « disques d'or ». Le premier, Samotność po zmierzchu, édité par BMG, s'est classé no 1 des ventes en Pologne en 2004. Durant sa carrière, la chanteuse reçoit plusieurs récompenses. Elle remporte le prix Fryderyk à huit reprises, et est récompensée par deux fois aux Eska Music Awards (en).

## Biographie
En 2002, Ania Dąbrowska se fait connaître du public en participant à la version polonaise de l'émission de téléréalité Pop Idol. Elle prend part à l'enregistrement de l'album Bo marzę i śnię du chanteur Krzysztof Krawczyk.
Le premier album d'Ania, dont elle écrit et compose la plupart des morceaux, s'intitule Samotność po zmierzchu. Il est édité en 2004 par la filiale locale de BMG et se classe no 1 des ventes en Pologne. Il est certifié « disque d'or » par la société polonaise de l'industrie phonographique, et permet à la chanteuse d'obtenir un prix lors de la cérémonie des Eska Music Awards (en). Il est suivi deux ans plus tard par l'album Kilka historii na ten sam temat, qui grâce à ses ventes obtient la certification « platine »,.
En 2008 sort le troisième album d'Ania, W spodniach czy w sukience?, sur lequel apparaît Leszek Możdżer. Il devient lui aussi « disque d'or »,. L'année suivante, la chanteuse participe à l'enregistrement de l'album 3 du groupe français Nouvelle Vague, sur lequel elle interprète la chanson Johnny and Mary de Robert Palmer. En 2010, Ania réalise un album de reprises, intitulé Ania Movie.
En 2012, les ventes cumulées de ses disques s'élèvent à 200 000 exemplaires,.
Elle fait partie du jury de l'émission The Voice of Poland lors de la saison 1.

## Récompenses
Ania a été nommée 29 fois au prix Fryderyk, qui récompense annuellement les artistes polonais. Elle l'a emporté à huit reprises, obtenant notamment le prix de la « chanteuse de l'année » en 2004 et 2006.
Ania est récompensée à deux reprises aux Eska Music Awards (en). Elle a également été nommée aux MTV Europe Music Awards.

## Discographie

### Albums
- 2004 : Samotność po zmierzchu
- 2006 : Kilka historii na ten sam temat
- 2008 : W spodniach czy w sukience?
- 2010 : Ania Movie